# آنا بلومبرغ
آنا بلومبرغ (بالسويدية: Anna Blomberg)‏ هي ممثلة سويدية، ولدت في 20 مايو 1972 بغوتنبرغ في السويد.

## وصلات خارجية
- آنا بلومبرغ على موقع IMDb (الإنجليزية)
- آنا بلومبرغ على موقع قاعدة بيانات الأفلام السويدية (السويدية)
- آنا بلومبرغ على موقع قاعدة بيانات الفيلم (الإنجليزية)